# اوکسانا گریشینا (دوچرخه‌سوار)
اوکسانا گریشینا (روسی: Окса́на Гри́шина؛ زادهٔ ۲۷ نوامبر ۱۹۶۸) دوچرخه‌سوار اهل روسیه بود.